# Sukang
Sukang es un mukim en el distrito Belait de Brunéi. Está localizado al sur del distrito, limítrofe con Mukim Bukit Sawat al norte, Mukim Rambai (distrito de Tutong) al noreste, Sarawak (Malasia) al este y al sureste, Mukim Melilas al sur y Mukim Labi al oeste.

## Áreas y divisiones
Mukim Sukang incluye las siguientes áreas:
- Kampong Apak-Apak
- Kampong Saud
- Kampong Buau
- Kampong Kukup
- Kampong Sukang
- Kampong Dungun
- Kampong Ambawang
- Kampong Biadong Tengah
- Kampong Biadong Ulu

- Datos: Q1953042